# Канонерські човни типу «Мая»

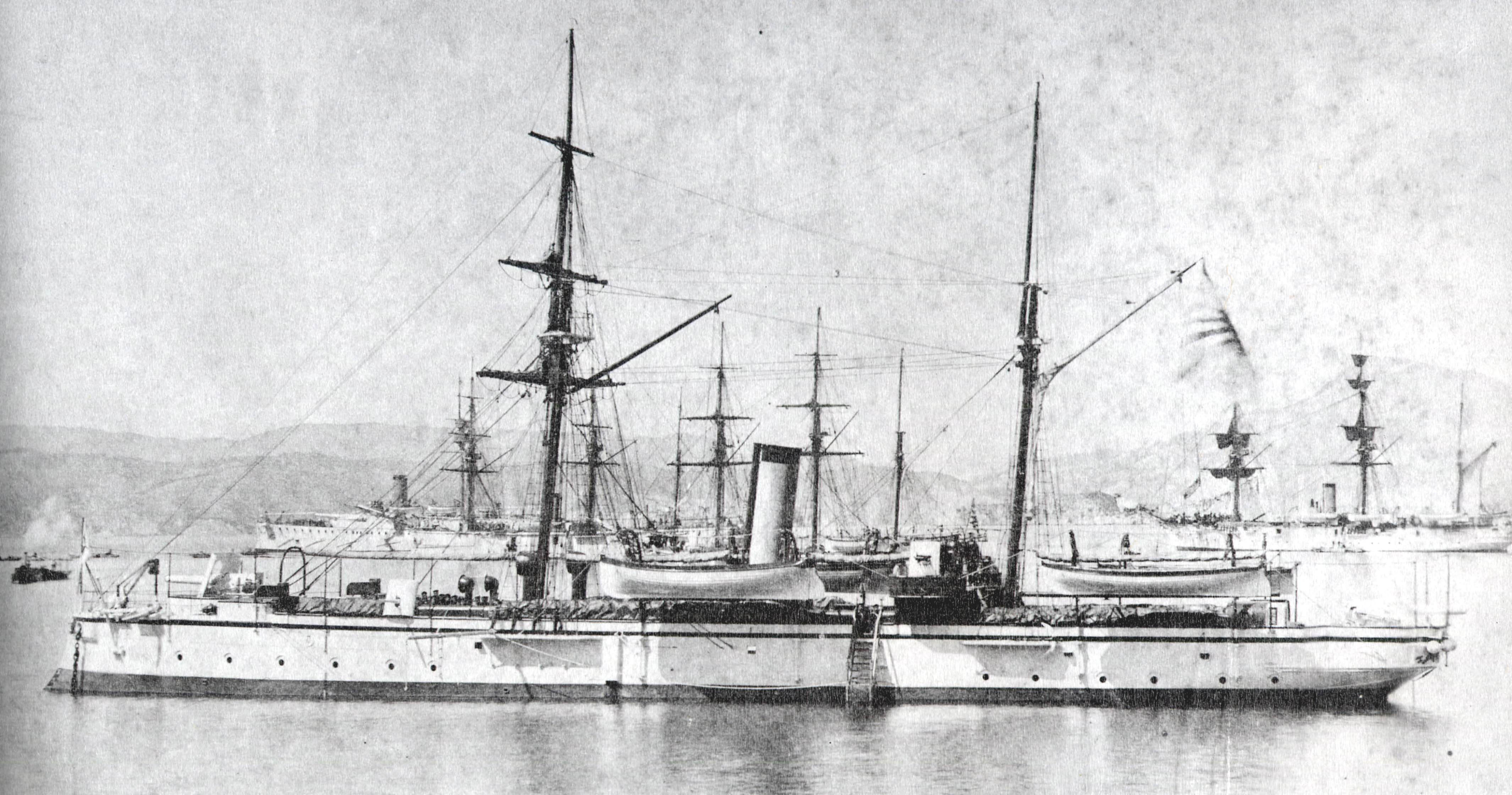
Канонерський човен «Мая», Куре, 1892 рік

Тип «Мая» (яп. 摩耶型砲艦, Maya-gata hōkan, англ. Maya class) — чотири канонерські човни, побудовані у кінці 19 століття для Імперського флоту Японії.

## Конструкція
Канонерки типу «Мая» були першими в Японії кораблями з залізним корпусом, хоча тільки «Мая» і «Чьокай» мали справжні залізні корпуси. «Атаґо» мав композитну конструкцію корпусу, тоді як «Акаґі» — сталевий корпус. Усі чотири кораблі мали допоміжні вітрила шхуни. Розміри кораблів цього типу складали: довжина 47 метрів, бімс 8,2 метри і нормальна осадка 2,95 метри. Їх водотоннажність складала 624 тони при нормальному навантаженні. Екіпаж налічував близько 104 офіцерів та матросів.
Привід здійснювався горизонтальним паровим двигуном подвійного розширення з двома циліндричними котлами, які приводили в рух подвійний гвинт. Двигуни виробляли 614 індикативних кінських сил і були розраховані на досягнення максимальної швидкості 10,25 вузлів (майже 19 км/год).
Кораблі типу «Мая» спочатку планували озброїти однією 210 міліметровою казнозарядною гарматою Круппа і однією 120 міліметровою казнозарядною гарматою Круппа з двома зчетвереними установками 1-дюймових кулеметів Норденфельда в якості допоміжного озброєння. Однак урешті-решт набір озброєння для кожного корабля визначався індивідуально.

## Служба кораблів
Два з трьох кораблів («Мая» та «Акаґі») були побудовані приватним підрядчиком, суднобудівними заводами Онохама в Кобе (попередник корпорації «Хітачі»), а один («Чьокай») був збудований приватним підрядчиком Ішікаваджіма. «Атаґо» був побудований державним військово-морським арсеналом Йокосука.
Усі чотири кораблі взяли участь у Першій китайсько-японській війні 1894—1895 років. У 1898 році кораблі були перекласифіковані як канонерські човни другого класу. «Атаґо» загинув у бою під час Російсько-японської війни 1904 року. «Мая» та «Чьокай» були виключені зі списку військово-морського флоту в 1908 році, а згодом були розібрані в 1913 році. «Акаґі» був виключений зі списку військово-морського флоту в 1911 році, але прослужив як цивільне судно до 1953 року.

## Кораблі
| Корабель | Будівник                             | Закладені        | Спущено на воду    | Завершено         | Доля                                                                         |
| -------- | ------------------------------------ | ---------------- | ------------------ | ----------------- | ---------------------------------------------------------------------------- |
| Мая      | Верфі Онохама, Кобе                  | 5 травня 1885 р. | 18 серпня 1886 р.  | 20 січня 1888 р.  | Виведений з експлуатації 1908, Демілітаризований 1911 Розібраний, 1932 рік   |
| Чьокай   | Ісікаваджіма-Хірано верфі, Токіо     | Грудень 1885 р.  | 20 вересня 1887 р. | 27 грудня 1888 р. | Виведений з експлуатації 1908 р.,, Утилізований, 1912 рік                    |
| Атаґо    | Військово-морський арсенал, Йокосука | Липень 1886 р.   | Червень 1887 р.    | 2 березня 1889 р. | Затонув у бою 4 листопада 1904 року                                          |
| Акаґі    | Верфі Онохама, Кобе                  | Червень 1886 р.  | Серпень 1888 р.    | 20 серпня 1890 р. | Виведений з експлуатації 1911, Демілітаризований 1912 Утилізований, 1953 рік |